# Friedrich Chrysander
Friedrich Chrysander (født 8. juli 1826 i Lübtheen, død 3. september 1901 i Bergedorf ved Hamborg) var en tysk musikforfatter.
Chrysander studerede filosofi i Rostock, ved hvis universitet han tog doktorgraden. En del af sit, udadtil lidet bevægede liv, tilbragte han i England, hvis sprog og kultur har øvet stor tiltrækning på ham; senere tog han ophold i Bergedorf ved Hamburg. Chrysanders hovedværk er en stort anlagt og med sjælden kundskabsfylde og flid udført biografi af Händel; dette værk, hvoraf 3 bind foreligger, har skaffet Chrysander et fremragende navn som musikhistorisk forfatter.
Desuden har Chrysander grundet "Händelselskabet" i Leipzig og var i årevis med sejg energi beskæftiget med en udgave af Händels samlede værker (100 bind). Hans øvrige arbejder er dels musikhistoriske monografier, dels kritiske artikler, i hvilke han som følge af stadig beskæftigelse med klassisk musik stiller sig noget skarpt over for den moderne. Disse arbejder er navnlig fremkomne i "Jahrbücher für musikalische Wissenschaft" og "Allgemeine musikalische Zeitung". Som komponist er han kun optrådt med nogle Kriegslieder fra 1870.